# Niergordel
Een niergordel is een gordel voor motorrijders die bijvoorbeeld het wandelen van de nieren moet tegengaan, maar veel belangrijker is bij het beschermen van de lende- en ruggenwervels (wervelkolom).
Dit is vooral belangrijk bij oude motorfietsen zonder achtervering. Tegenwoordig worden niergordels gebruikt bij terreinmotoren, als rugsteun en verlengstuk voor de body- of backprotector door langeafstandsrijders en motorforenzen.
In het verleden werden niergordels vervaardigd uit leer, met gespen aan de voorzijde. Anno 2019 wordt elastisch kunststof gebruikt met klittenband. De nieuwste typen hebben één harde strook aan de achterzijde en twee extra elastische banden die met klittenband de niergordel extra strak aan kunnen trekken.